# Frants Buhl

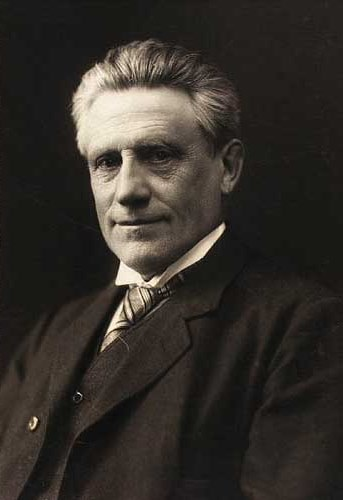
Frants Buhl (um 1915)

Frants Peder William Meyer Buhl (* 6. September 1850 in Kopenhagen; † 24. September 1932 in Hillerød/Nordsjælland, Grab in Asminderød) war ein dänischer Orientalist und Alttestamentler.

## Werdegang

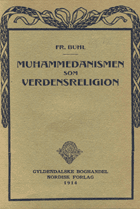
Muhammedanismen som Verdensreligion, (Mohammedanismus als Weltreligion, 1914)

Frants Buhl studierte von 1868 bis 1874 Theologie und Orientalische Philologie an der Universität Kopenhagen und promovierte 1878 in Semitischer Philologie zum Dr. phil. Von 1880 bis 1882 war er dort Dozent und von 1882 bis 1890 Professor für Alttestamentliche Wissenschaft. Anschließend erhielt er einen Ruf an die Universität Leipzig, blieb dort bis 1898 und kehrte dann nach Kopenhagen zurück, wo er bis zu seinem Tode eine Professur für semitische Sprachen innehatte. Im akademischen Jahr 1911/12 amtierte er als Rektor der Universität.
Buhl war Mitarbeiter bei der Herausgabe der 13. Ausgabe (1915) und der folgenden Versionen des Hebräischen und aramäischen Handwörterbuchs über das Alte Testament von Wilhelm Gesenius. Für die Biblia Hebraica von Rudolf Kittel edierte er das Buch der Psalmen und das Buch Esther (1930 bzw. 1935 veröffentlicht). In seinem Artikel Dichtkunst bei den Israeliten (in der Realenzyklopädie für protestantische Theologie und Kirche, Band 4, 1898) bestimmte er die literarischen Gattungen und die Lebenssituationen der biblischen Poetik und nahm damit das Studium der Formkritik voraus. Sein Kanon und Text des Alten Testaments erschien 1891 zunächst auf Deutsch, wurde 1892 von John Macpherson ins Englische übersetzt und zählt zu seinen einflussreichsten Werken (siehe auch Biblischer Kanon). In dänischer Sprache schrieb er unter anderem Den gammeltestamentlige Skriftoverlevering (dt. Übersetzung 1885, engl. Übersetzung 1892), Det israelitiske Folks Historie (1892, 8. Auflage 1936) und Muhammeds Liv („Das Leben Muhammeds“, 1903, 3. Auflage der dt. Übersetzung 1961).
Buhl war seit 1900 Mitglied der Königlich Dänischen Akademie der Wissenschaften. 1899 wurde er mit dem Dannebrogorden geehrt.

## Schriften
- Kanon und Text des Alten Testaments. Verlag der Akademischen Buchhandlung, Leipzig 1891.
- Geschichte der Edomiter. Edelmann, Leipzig 1893.
- Studien zur Topographie des nördlichen Ostjordanlandes. Deichert, Leipzig 1894.
- Geographie des alten Palästina. Mohr, Freiburg 1896.
- Die socialen Verhältnisse der Israeliten. Reuther & Reichard, Berlin 1899.
- Das Leben Muhammeds. Quelle & Meyer, Leipzig 1930; 2. Auflage 1955, Digitalisat, Universitäts- und Landesbibliothek Halle